# Đông Thái (làng)
Làng Đông Thái là một làng cổ thuộc xã Tùng Ảnh, huyện Đức Thọ, tỉnh Hà Tĩnh, nổi tiếng về khoa bảng và danh nhân nhiều đời. Làng nằm dọc theo sông La từ bến Tam Soa, làng Linh Cảm (nơi giao của hai công sông Ngàn Sâu và Ngàn Phố tạo thành sông La) đến thị trấn Đức Thọ. 

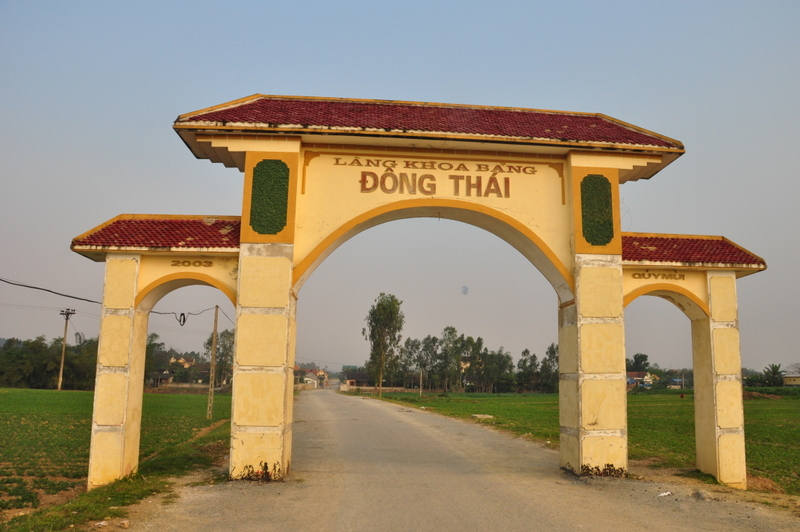
Cổng làng Đông Thái

## Di tích lịch sử - văn hóa và thắng cảnh
- Nhà thờ Phan Đình Phùng: Di tích LSVH quốc gia (2007).
- Khu lưu niệm Trần Phú: Khu lưu niệm danh nhân lịch sử cách mạng.
- Nhà thờ và mộ Lê Bôi ở xã Tùng Ảnh: Danh nhân lịch sử thế kỷ 15
- Nhà thờ Bùi Dương Lịch: Danh nhân lịch sử - văn hóa thế kỷ 18
- Đền Đinh Lễ:{Quyết định số: 03/2006/QĐ-BVHTT}.
- Cụm thắng cảnh: bến Tam Soa, núi Tùng Lĩnh, sông La.

## Con người
Làng Đông Thái là quê hương của nhiều danh nhân, anh hùng dân tộc và các nhà khoa bảng. Thời phong kiến có 24 người đỗ đại khoa Tiến sĩ trong tổng số 44 Tiến sĩ của huyện Đức Thọ. Người danh nhân thời xưa gồm có: Hoàng giáp Bùi Dương Lịch, hoàng giáp Bùi Thức Kiên, Thượng thư Phan Bá Đạt, Đình nguyên Tiến sĩ Phan Đình Phùng, Tiến sĩ Phan Tam Tĩnh (nguyên Bố chính Hải dương), Tiến sĩ Phan Trọng Mưu (đốc học Quảng Ngãi), Tiến sĩ Phan Huy Nhuận, Khâm sai đại thần Hoàng Cao Khải, Tổng bí thư Trần Phú, nhà văn Hoàng Ngọc Phách, Tổng đốc Hoàng Trọng Phu, Luật sư Phan Anh, Luật sư Phan Mỹ, Phan Văn Định (nguyên Bí thư tỉnh ủy Quảng Nam),...
Ngày nay cũng có rất nhiều người thành đạt như: nữ Luật sư Ngô Bá Thành; Bộ trưởng Võ Hồng Phúc; Giáo sư Hoàng Ngọc Hiến; Giáo sư Mai Trọng Nhuận (Giám đốc Đại học Quốc gia Hà Nội); Giáo sư Phạm Đức Dương(nhà văn hóa học, Đông Nam Á học); Nhà giáo nhân dân, Anh hùng lao động, Giáo sư, Tiến sĩ âm nhạc Trần Bạch Thu Hà (nguyên Giám đốc Nhạc viện Hà Nội), Giáo sư Phan Trọng Luận...